# Gota freda de 2024 al País Valencià
La gota freda de 2024 al País Valencià va ser un episodi molt greu de gota freda (depressió aïllada en nivells alts) que va tenir lloc a partir del 29 d'octubre del 2024 i al llarg dels dies posteriors, principalment en les comarques del País Valencià de l'Horta Sud, la Ribera Alta, la Foia de Bunyol i la Plana d'Utiel, com també amb magnitud significativa en altres indrets de l'Estat espanyol, especialment a Castella-la Manxa, Múrcia, Andalusia i Catalunya.
La virulència tant del temporal, que va batre rècords històrics pluviomètrics en alguns punts d'ençà que se'n tenia registre, com de les posteriors inundacions, tornados, rierades sobrevingudes i múltiples talls d'infraestructures, va provocar catàstrofes en diversos municipis valencians. L'anunci oficial primerenc de la Generalitat Valenciana no va incloure cap recompte oficial de víctimes, tot i que altres informacions oficials van confirmar inicialment, pel cap baix, 13 persones mortes. Hores més tard, aquella xifra es va elevar notablement fins a diverses desenes i, quatre dies després, ja s'havia disparat dramàticament fins a més de 200 víctimes mortals. A nou de novembre la xifra de morts pujava fins els 223.
Eixos fets van superar amb escreix la tragèdia de la gota freda de 1996 al País Valencià i van situar-los com l'esdeveniment natural més destructiu del segle xxi en territori valencià, junt amb d'altres molt arrelats en l'imaginari col·lectiu, com la Gran Riuada de València en 1957 o la Riuada de Santa Teresa en 1897.

## Precedents

### Inundacions a Europa en 2024
Durant gran part del 2024, nombrosos països europeus es van veure afectats per greus inundacions causades per pluges intenses prolongades, entre d'altres durant la borrasca Boris al setembre, i l'huracà Kirk a principis d'octubre. Diverses van ser catastròfiques, causant morts i danys generalitzats a causa del desbordament de conques fluvials i esllavissades de terra, i causant víctimes mortals a Bòsnia i Hercegovina, Polònia, Alemanya, Romania, Espanya, Àustria, França, República Txeca, Itàlia, Suïssa, Montenegro, Bèlgica, Regne Unit, Irlanda, Portugal i Eslovàquia.

### Climatologia i inundabilitat del País Valencià
La climatologia del País Valencià respon a la seua orografia desigual, de manera que s'hi troben dos tipus de clima, segons si atén les comarques del litoral o de l'interior. A les zones costaneres hi predomina un clima mediterrani d'estius calorosos i hiverns temperats, amb uns registres de pluja desiguals i més aviat secs, que concentren el gruix d'aigua en la primavera i la tardor. En canvi, a l'interior el clima és de tipus continental i, per tant, amb un contrast de temperatura més extrem entre l'hivern i l'estiu, amb una concentració de pluges molt més abundant, però també molt més irregular.
Històricament, la inestabilitat de l'oratge i de la pluviometria d'aquest clima desigual ha provocat tragèdies històriques amb temporals i inundacions sobrevingudes en tot el territori valencià. Les inundacions catastròfiques al riu Túria estan ben documentades des de l'edat mitjana, amb les riuades al Túria del 1321, del 1358, del 1651 o, més recentment, la Gran Riuada de València del 1957. La Riuada de Santa Teresa, el 15 d'octubre de 1879, va provocar estralls en la conca del riu Segura i va arrasar Oriola i també la ciutat de Múrcia, amb un miler de víctimes mortals. Entre el 1932 i la Gran Riuada del 1957, de fet, ja s'havien registrat 22 desbordaments del Túria, 11 crescudes i 15 notícies d'inundació al cap i casal. I a les darreries del segle xx, les pluges torrencials al riu Xúquer, amb un cabal insòlit de fins a 16.000 m³/s, va aconseguir trencar un embassament l'any 1982, en els fets coneguts com la pantanada de Tous. Aquells fets provocaren 40 morts i la pèrdua provisional o temporal de fins a 300.000 llars, en el que es va considerar la catàstrofe natural més significativa en la història moderna del País Valencià.
Pel que fa a la superfície inundable del País Valencià amb risc apreciable, s'estima en 1.300 km², que suposa 5,5% del territori. La magnitud de les riuades i la seua transcendència va provocar que el govern de l'Estat espanyol decidira elaborar un pla de defensa de la ciutat de València per a minorar-ne els danys. Açò va materialitzar-se en el Pla Sud: la construcció d'un nou curs artificial per al riu que passaria pel sud de la ciutat de València i ampliaria el seu cabal als 5.000 m³/s i a una llargada d'11.868 m.
El risc d'inundació s'incrementa respecte de la situació natural, amb els canvis a la coberta vegetal de la conca i la reducció de la capacitat de desguàs d'una llera per la seua ocupació total o parcial amb edificis, terrenys agrícoles, ponts, guals, o altres construccions. Endemés, un cop s'ha produït el desbordament, el moviment de l'aigua a la zona d'inundació no només està condicionat per la topografia del terreny, sinó també per actuacions humanes: des d'una petita tàpia fins a la posició dels sistemes de drenatge transversal d'una carretera, executades seguint el model de creixement que ha predominat al País Valencià i al conjunt dels Països Catalans des del franquisme, basat en la construcció, l'especulació immobiliària i l'explotació turística, prescindint de les limitacions naturals i ecològiques i degradant progressivament el territori.

### Context dels serveis d'emergències
La coordinació de la protecció civil havia vist alguns increments de gestió i dotació pressupostària els anys anteriors, com la proposta de crear un cos unificat de bombers que abastara tot el País Valencià i més enllà de la limitació provincial del Consorci Provincial de Bombers de València, o la creació de la Unitat Valenciana d'Emergències per a ocupar-se de casos com un desastre natural. Tanmateix, eixe últim òrgan va ser el primer derogat després de les eleccions a les Corts Valencianes de 2023, quan la Generalitat Valenciana presidida per Carlos Mazón Guixot (PP) va accedir al poder i va decidir reestructurar el sector públic empresarial. La mesura tractava d'evitar que se'n desplegara la segona fase (contractació de més personal tècnic, nova unitat de comandament i el control per mitjà d'una sala d'emergències en un centre de coordinació, i ja fou molt criticada en l'Incendi de València de 2024 que va causar deu víctimes mortals.

### Predicció de l'oratge i dies previs
L'Agència Estatal de Meteorologia espanyola (AEMET) havia comunicat, arran del 24 d'octubre, que la setmana següent una DANA provocaria un ambient «prehivernal» amb xàfecs molt forts i generalitzats al País Valencià. Eixa predicció de l'oratge, que descrivia una fluctuació de la depressió atmosfèrica de nord a sud de la península Ibèrica, anava acompanyada d'avís groc a les comarques de València i de Castelló a partir del dilluns 28 d'octubre.
Cap dels governs autonòmics afectats per la gota freda havia activat el sistema d'alerta d'emergències al mòbil de la Unió Europea abans que es desfermaren les primeres revingudes d'aigua el 29 d'octubre; ni la Generalitat Valenciana, ni tampoc altres com la Junta d'Andalusia. Sí que el va emetre com a precedent la Generalitat de Catalunya el 31 d'octubre, abans que les conseqüències arribessen a les comarques de l'Ebre, però un cop ja se'n coneixia l'impacte a la resta de la península. La Universitat de València fou una de les úniques institucions que d'ençà del 29 d'octubre al matí ja havia activat el seu protocol intern (nivell 3 dels 4 d'emergències) i havia suspès tota la seua activitat (docent, administrativa, investigadora i cultural) en tots els campus, seixanta-set municipis van suspendre les classes i la Diputació de València va tancar els centres de treball.

## Fets

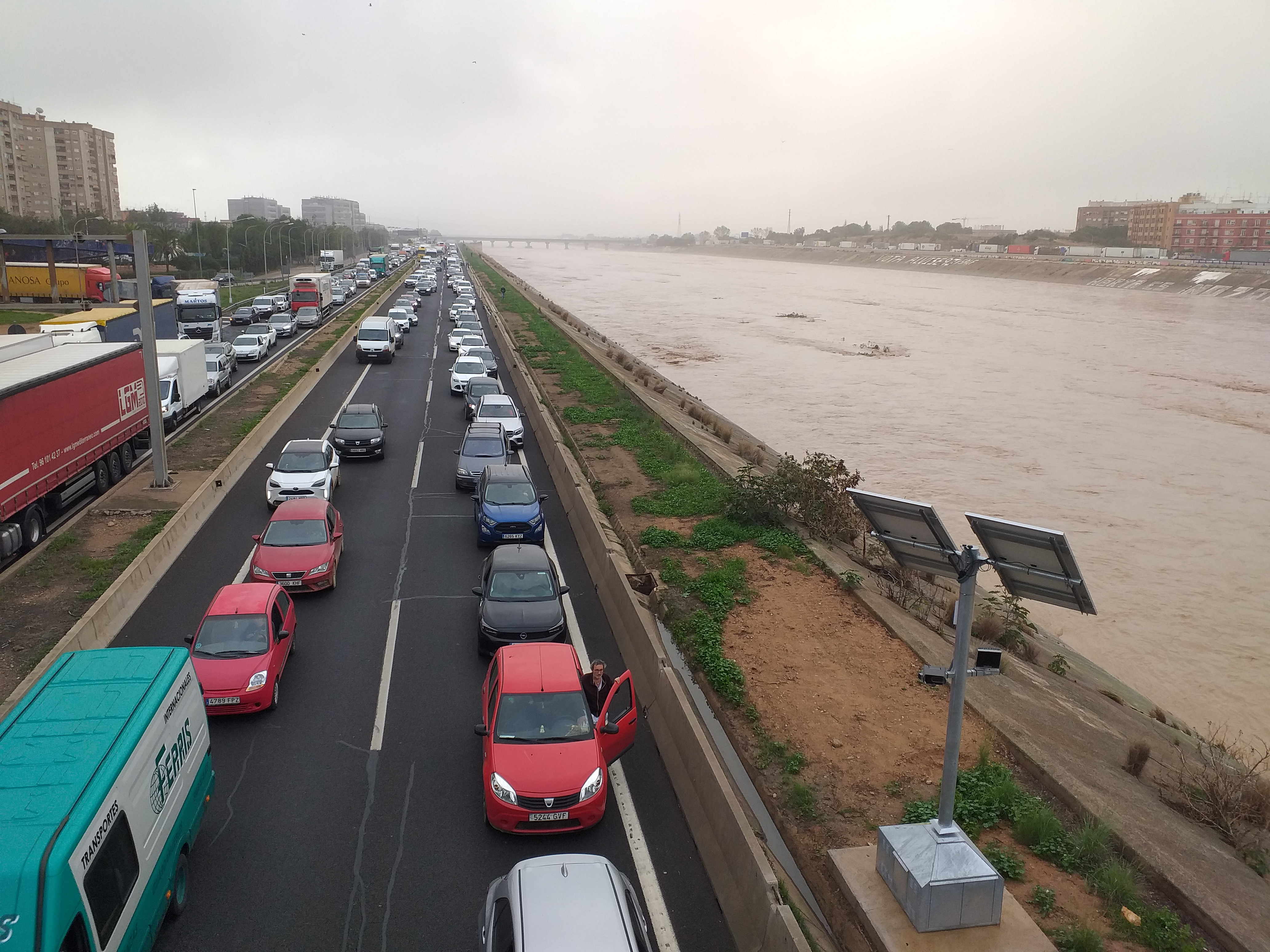
El Pla Sud del Túria a València crescut

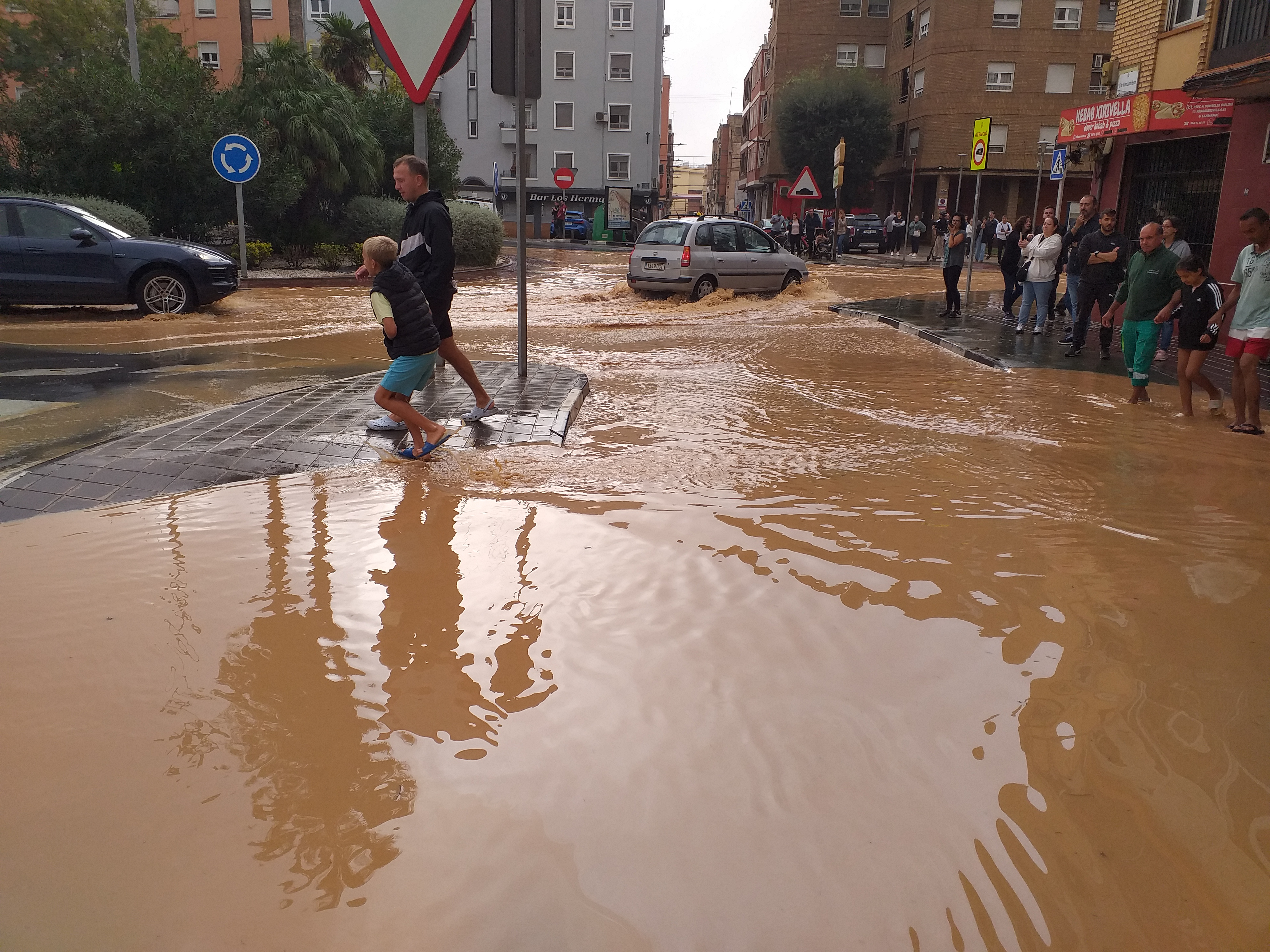
Carrers inundats a Xirivella

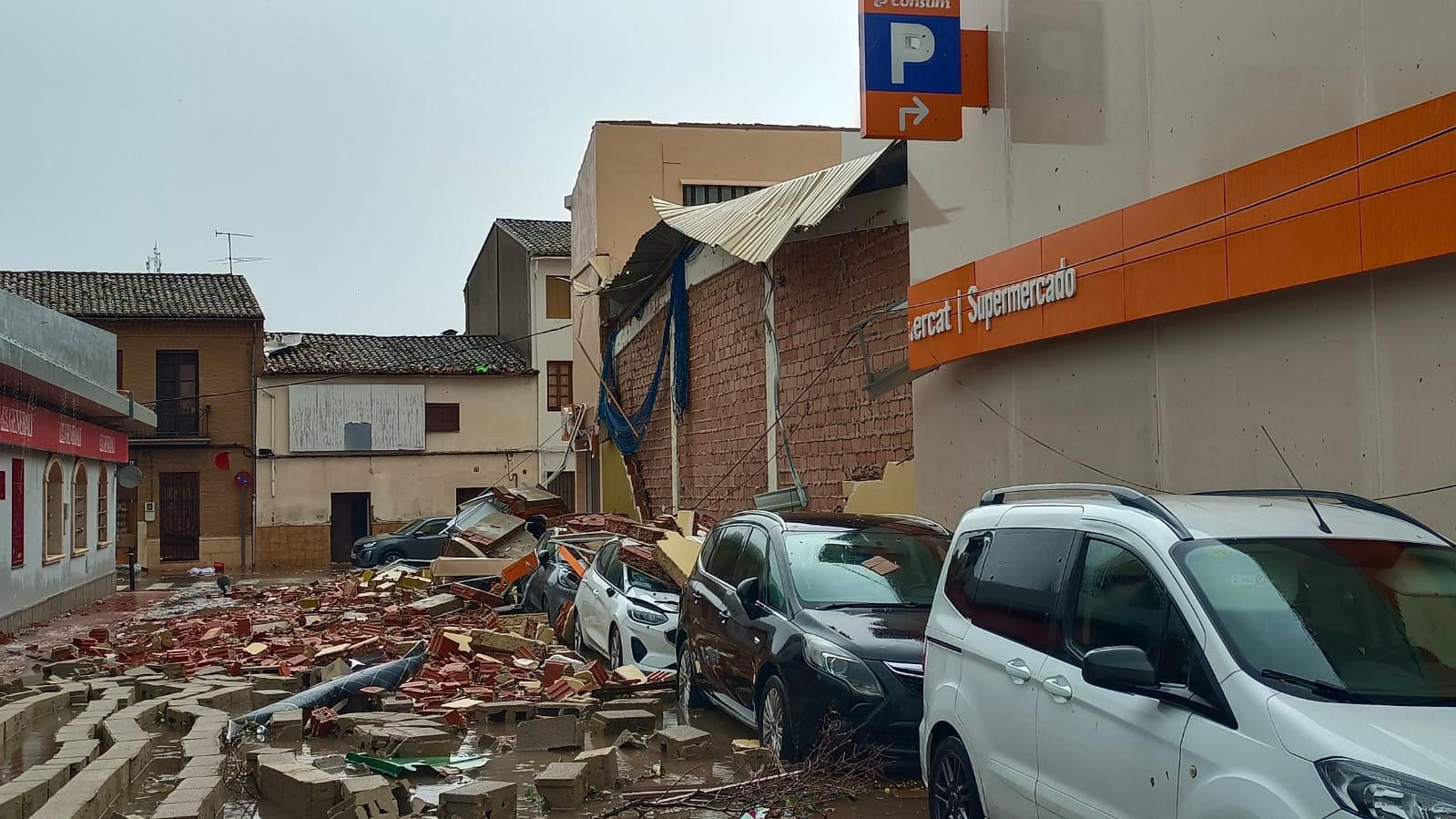
Façana malmesa a Alginet

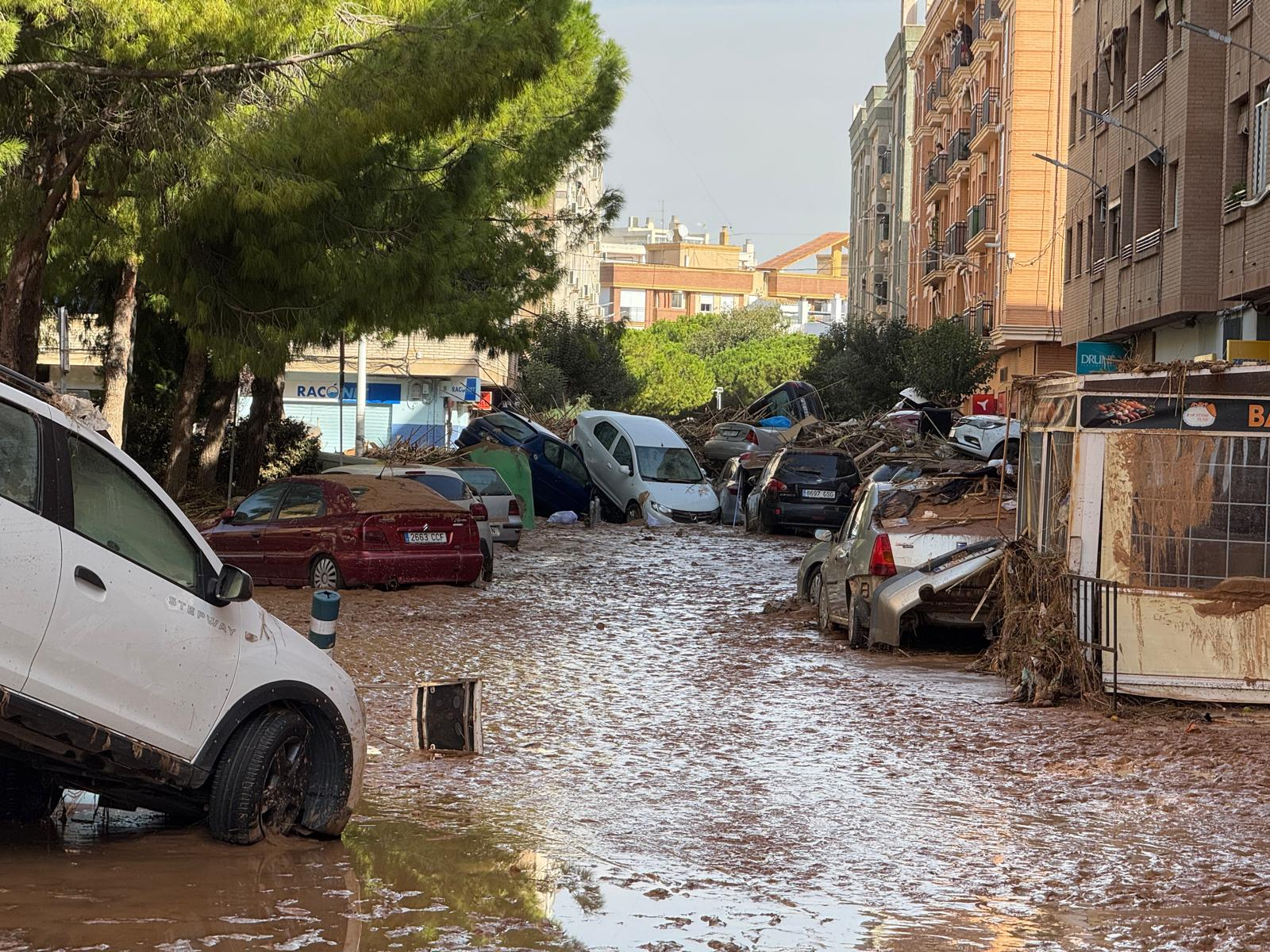
Cotxes alçats i arrossegats en una plaça de Catarroja

Un embossament d'aire fred a molta altura al sud-oest de la península Ibèrica va enviar vents carregats d'humitat al País Valencià en dinàmica giratòria en sentit contrari a les agulles del rellotge, topant amb un flux de vent de gregal molt intens carregat d'humitat. Quan el gregal ascendí en impactar amb les muntanyes que envolten la plana de València topà amb l'aire fred generant la condensació del vapor d'aigua en forma de núvols de pluja. La situació es va mantenir estable durant més de 8 hores generant un sistema convectiu mesoescalar en una franja relativament estreta d'espai amb un tren de tempestes molt fortes i fenòmens meteorològics violents, com tornados.
La gota freda va afectar les províncies d'Albacete, Cadis, Conca, Huelva, Màlaga, Sevilla, Saragossa, València i Terol, amb precipitacions que es van aproximar als 500 litres per metre quadrat en alguns punts produint inundacions llampec, registrant-se 490 litres per metre quadrat a Xiva, 394 a Pedralba, 391 a Bunyol, 327 a Setaigües, 316 a Requena i 300 a Tous.
El dimarts 29 d'octubre de 2024 a les 7:31 l'AEMET va decretar l'alerta vermella per a tota la demarcació de València, i a les 9:30 Pilar Bernabé, delegada del Govern a la Comunitat Valenciana, va anul·lar la seva agenda i va mantenir una reunió telemàtica amb alcaldes de viles a la zona de risc. A les 10:30 del matí els servicis d'emergències valencians informaven dels primers rescats a les comarques de la Ribera. A les 11:30 hores la rambla de Poio es desbordava a Riba-roja de Túria acompanyada de precipitacions de més de 400 litres per metre quadrat a la zona i a les 11:55, quan s'havia desbordat el riu Magre a Utiel, la Confederació Hidrogràfica del Xúquer (CHJ) informava de desbordaments de barrancs al sud de València. El Centre d'Emergències va demanar a les 12:22 no acostar-se a les riberes de rius i barrancs i traslladava l'avís de la CHJ que alertava que la rambla de Poio, epicentre de la catàstrofe, registrava al seu pas per Riba-roja de Túria un cabal de 264 metres cúbics d'aigua per segon, un cabal semblant al del riu Ebre al seu pas per Tortosa, baixant progressivament fins a les 17:10 de la tarda que marcava 95 m³/s, ascendint ràpidament fins als 1.199 m³/s a les 18:10 i arribant a un màxim a les 18:55 hores de 2.228,904 metres cúbics d'aigua per segon.
La intensitat de les pluges va obligar també a desguassar al riu Magre 800 metres cúbics d'aigua per segon a l'embassament de Forata, on van arribar fins a 2.000 metres cúbics d'aigua per segon, afectant significativament localitats com Algemesí i altres de la Ribera Alta, i a activar al matí el protocol d'emergència davant la possibilitat de trencament d'una comporta de l'embassament de Vallat, al riu Millars a Vila-real, que es va aixecar a migdia.
El nou llit del Túria, construït en execució del Pla Sud va evitar que la ciutat de València s'inundés tot i arribar a dues puntes de 2.000 metres cúbics per segon. Totes les localitats de la comarca de l'Horta Sud van resultar negades, especialment Paiporta i Picanya, així com bona part de les del Camp de Túria i la Plana d'Utiel.
A les 13:00 hores, el president valencià, Carlos Mazón, va fer una roda de premsa assegurant que la intensitat del temporal disminuiria a les 18:00 hores, però a les 15:00 hores la Generalitat Valenciana va pujar l'alerta a nivell dos a la comarca de la Plana d'Utiel, les pluges es van intensificar cap a les 16:30 hores i a les 17:35, els servicis d'emergències emetien alertes pel desbordament dels rius Magre i Xúquer.
El Centre de Coordinació Operatiu Integrat (CECOPI) es va reunir per primer cop a les 17:00 hores a l'Eliana, i el president Mazón va arribar dues hores més tard després d'un dinar amb la periodista Maribel Vilaplana. A les 19:17 hores es va decretar el nivell dos per a tota la província de València, i a les 18:30 la rambla de Poio es va desbordar a Torrent i va inundar riu avall diverses poblacions de l'Horta Sud. A les 19:25, un pont de Picanya va ser engolit per la crescuda de les aigües.
El Centre de Coordinació d'Emergències de la Generalitat Valenciana va decretar la situació 2 del pla especial d'inundacions a tota la província de València, llançant l'alerta mòbil de protecció civil ES-ALERT al voltant de les 20:10 hores, demanant a la ciutadania evitar desplaçaments a la demarcació de València. A les 20:36, el govern espanyol va rebre una sol·licitud d'intervenció de la Unitat Militar d'Emergències (UME) al País Valencià. A les 21:00 hores el president Mazón va tornar a aparèixer per a declarar les inundacions com una «situació sense precedents». Al voltant de la mitjanit del 30 d'octubre, l'equip de comunicació de Mazón va esborrar un tuit en què afirmava que la tempesta s'esfumaria. L'endemà, la Generalitat va activar un telèfon per a l'atenció de familiars de les persones desaparegudes per a descongestionar el telèfon d'assistència 112.
El govern espanyol va establir un comitè de crisi per coordinar la resposta al desastre, i el president Pedro Sánchez va fer pública la seua supervisió dels informes de danys i les actualitzacions sobre persones desaparegudes. 1.200 efectius del tercer batalló de la UME van ser enviats a València per ajudar en les tasques de rescat i van començar a treballar l'1 de novembre. Aquell dia es va anunciar l'enviament de 500 soldats addicionals que s'incorporarien l'endemà. Els equips d'emergències van haver d'utilitzar helicòpters per treure els residents atrapats a Álora, a la província de Màlaga, d'un riu crescut proper.

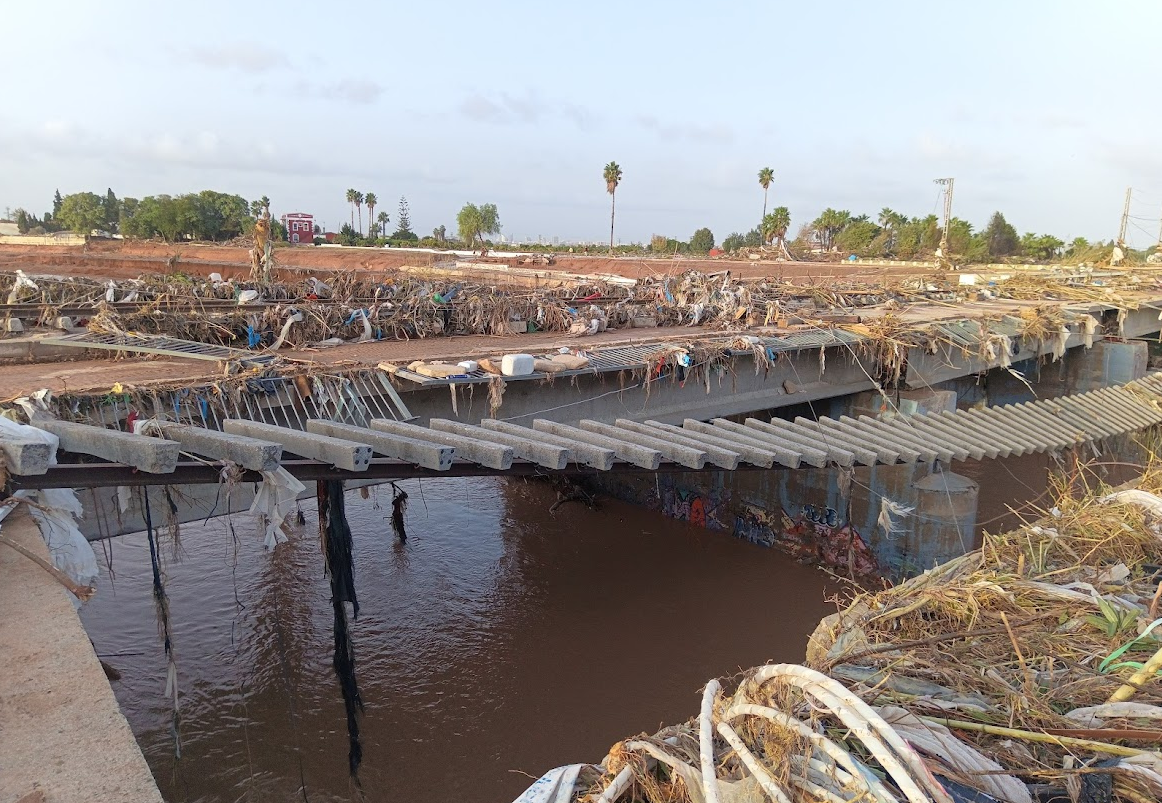
Vies de Metrovalència malmeses entre Picanya i Paiporta

Es van suspendre cinc línies de ferrocarril del servei de Rodalia de València, els servicis de llarga i mitjana distància de la connexió València-Alacant-Múrcia, València-Albacete-Alcázar de San Juan, València-Aragó i València-Tortosa, les línies regulars d'autobús Avanza a València, i l'activitat a l'aeroport de Manises al port de València i l'AVE Madrid-València. Més de 60 carreteres es van veure afectades, la major part de la xarxa secundària, però va haver-hi trams tallats a l'autovia de l'Est i a l'autovia de la Mediterrània.
A Castella-la Manxa es van inundar Mira (Conca), Letur (Albacete), nombroses carreteres van quedar tallades, i la Guàrdia Civil va emprar un helicòpter i drons per rescatar als afectats. La Junta d'Andalusia va activar l'alerta de protecció civil a la fase d'emergència i l'enviament de missatges d'emergència a tots els telèfons mòbils situats a la província de Cadis.
El fenomen no va abandonar el País Valencià i el dijous 31 d'octubre el litoral i interior nord de la demarcació de Castelló, que estava en avís vermell, va rebre precipitacions de 200 litres per metre quadrat a Tírig, de 176 l/m2 a Catí, a l'Alt Maestrat, 169 litres per metre quadrat a Vallibona a Els Ports, 168,4 l/m2 a Sant Mateu, 167 l/m2 a la Salzadella, 151 l/m2 a Xert al Baix Maestrat, o 110 l/m2 a la Vall d'Alba a la Plana Alta, entre d'altres. El diumenge 3 de novembre la Generalitat de Catalunya va establir restriccions de mobilitat de les 00.00 fins a les 14:00 hores del 4 de novembre a nou comarques de Tarragona, la suspensió de les classes, i va recomanar evitar feines presencials tret de serveis essencials. El mateix 3 de novembre, amb més de 100 litres per metre quadrat en molts punts a la demarcació de Tarragona i 172,2 mm a Vallmoll, les pluges al Garraf i el Tarragonès van inundar Sitges, Vilanova i la Geltrú, i la Part Baixa i el barri del Serrallo, a Tarragona, i importants desperfectes a Picamoixons, i el 4 de novembre les inundacions afectaren a Gavà, Viladecans i Castelldefels, a la comarca del Baix Llobregat, aturant temporalment l'operativa de l'aeroport del Prat.

### Refús d'ajuda
L'endemà de la torrentada, la Generalitat valenciana va refusar l'ajuda que oferia la Generalitat de Catalunya, fent tornar els equips d'emergències que ja estaven en camí. Alhora, el govern espanyol també refusà l'ajud que oferia França.

## Conseqüències i reaccions
Amb 223 morts confirmades, 215 d'elles a la demarcació de València, i d'estes, 62 a Paiporta, 7 a Castella-la Manxa (una a Mira i cinc a Letur) a 5 de novembre de 2024, i una a Màlaga, es tracta de la pitjor gota freda al País Valencià des de la que va provocar la Gran Riuada de València de 1957, que va causar almenys 81 morts. En la reunió del Centre de Coordinació Operativa Integrada de l'1 de novembre, en la primera xifra de desapareguts oferta per les autoritats al País Valencià, quan s'havien comptabilitzat 200 morts hi havia uns 1.900 desapareguts.
La Central nuclear de Cofrents va baixar la seva potència per evitar que la inestabilitat en la tensió de la xarxa causada per la caiguda de torres elèctriques acabés provocant una parada automàtica i va actuar com a recollida de l'energia reactiva que es va generar per evitar una apagada general. 366.000 habitants d'una vintena de municipis van quedar sense subministrament d'aigua potable i 155.000 clients de la província de València van quedar sense electricitat, amb danys importants en la subestació elèctrica de Catadau, i 21 torres de molt alta tensió completament inutilitzades. Iberdrola va mobilitzar 500 persones entre personal propi i contractistes i Hidrocantábrico va mobilitzar 17 equips per a la reparació de les instal·lacions afectades quan fos possible accedir-hi, instal·lant en primera instància grups electrògens en centres de transformació en les línies amb majors danys. 220.000 línies de telefonia fixa i 300.000 línies de telefonia mòbil van quedar fora de servei.

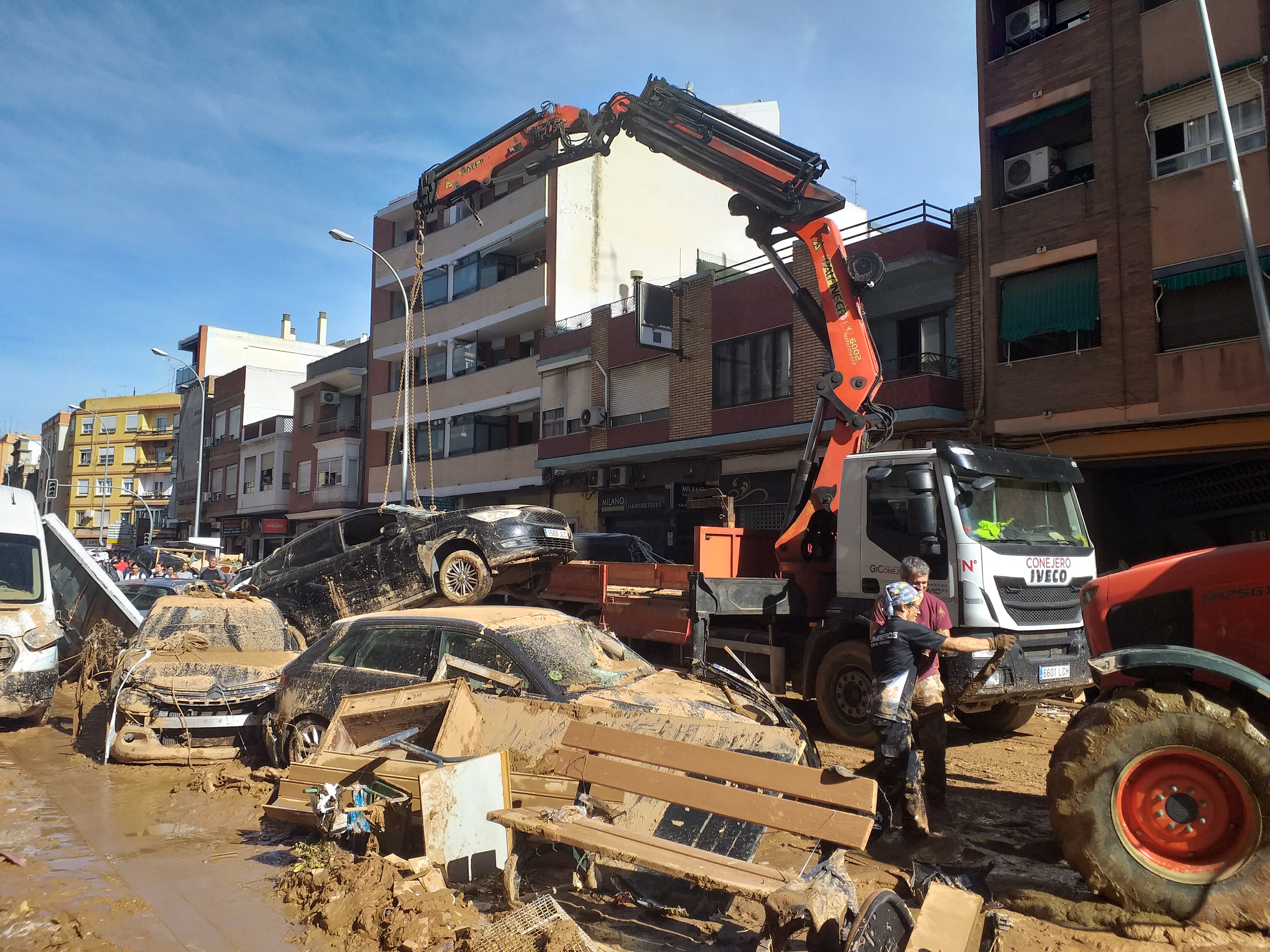
Tasques de retirada de vehicles

El Govern d'Espanya va declarar dol oficial per la tragèdia dels dies 31 d'octubre a 2 de novembre, així com la confirmació de la declaració de zona catastròfica per a eixes zones més afectades, amb el trasllat del seu president, Pedro Sánchez, cap alguns dels municipis afectats per a conèixer el transcurs dels esdeveniments. Es va establir un comitè de crisi per coordinar la resposta al desastre i el mateix Sánchez va fer pública la seua supervisió dels informes de danys i les actualitzacions sobre persones desaparegudes. El Consorci de Compensació d'Assegurances, per la seua banda, va anunciar que es faria càrrec de les indemnitzacions.
Les administracions locals i autonòmiques de l'Estat espanyol van posar a disposició de les autoritats valencianes equips de bombers amb vehicles, helicòpters i equips especialitzats, grues per a retirada de vehicles, personal sanitari i metges forenses i personal de protecció Civil. El suport dels Grup de Recolzament d'Actuacions Especials (GRAE) del cos de Bombers de la Generalitat de Catalunya, bombers d'Euskadi i Navarra i dels bombers francesos fou inicialment rebutjat, El 2 de novembre Pedro Sánchez va anunciar l'enviament de 5.000 militars addicionals i el vaixell Galicia (L-51) de l'Armada Espanyola, i l'inici dels tràmits per utilitzar els Fons Europeus de Solidaritat.
El Consell de la Generalitat Valenciana va habilitar el 30 d'octubre la Fira de València com a morgue per acollir els cadàvers de les víctimes, en quedar-se petites les instal·lacions de la Ciutat de la Justícia de València.

### Mostres de suport de les institucions
Tant el cap d'estat espanyol Felip VI, com també el cap de l'oposició i líder del Partit Popular, Alberto Núñez Feijóo i la presidenta del Parlament Europeu, Roberta Metsola, van expressar la seva preocupació i solidaritat amb els damnificats.

### Voluntariat en tasques de neteja

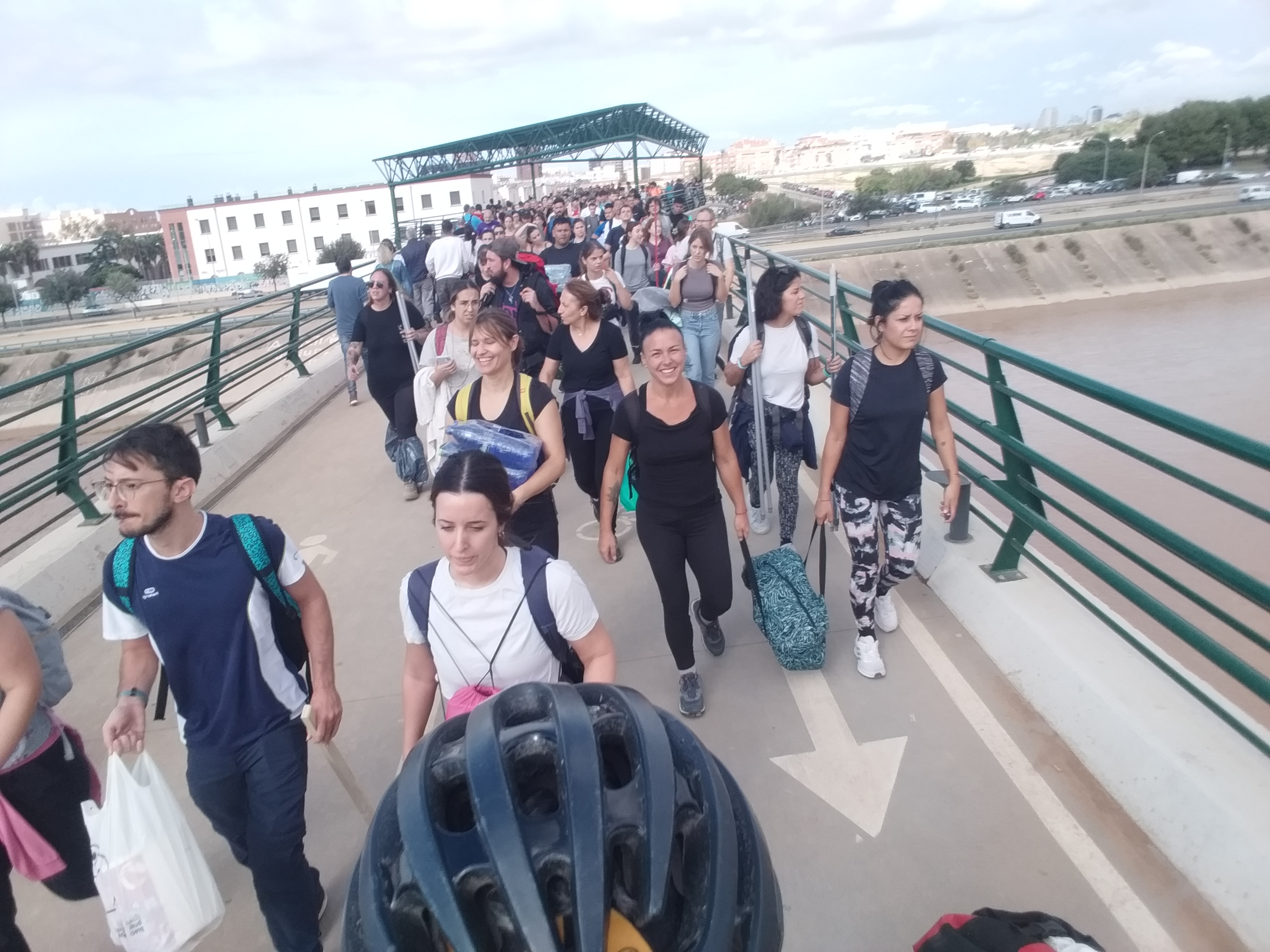
Voluntaris pel Pont de la Solidaritat, camí de les zones afectades de l'Horta Sud.

Milers de voluntaris es van dirigir a les zones afectades per ajudar en les tasques de neteja, però l'1 de novembre el president Carlos Mazón va demanar el seu retorn a casa per evitar el col·lapse de carrers i carreteres que podrien posar en risc l'arribada dels serveis d'emergències, i va decretar el tancament al trànsit regular el dissabte 2 i diumenge 3 de novembre a la V-31, excepte l'entrada i eixida de València, la V-30 des del Port a l'accés a l'A-3 excepte l'entrada a la ciutat de València, la CV-33 entre Albal i Torrent, la CV-36 entre València i el bypass, la CV-366 en l'accés sud de Torrent, la CV-400 entre València i Albal, la CV-403 entre Xirivella i Torrent, la CV-407 entre Picanya i Sedaví, i la CV-410 entre Alaquàs i el centre comercial Bonaire.
El voluntariat que va acudir a l'Horta Sud va fer servir majoritàriament la passarel·la ciclovianant que connecta el barri de Sant Marcel·lí amb la pedania de la Torre, per la que passaren milers de joves per ajudar en les tasques de neteja, portant aliments, aigua i ferramentes. A proposta del Consell de la joventut de València aquesta passarel·la s'anomenarà Pont de la Solidaritat, en reconeixement de les persones que l’han travessada per ajudar a les zones damnificades.

### Riscos d'infecció
A mesura que passaven els dies i les feines de neteja no acabaven, l'acumulació de fang i aigua estancada, el mal funcionament del clavegueram i els cossos en putrefacció van fer que el risc d'infecció es disparés, així que les autoritats sanitàries van demanar que no hi participessen persones amb problemes respiratoris, infants i dones embarassades, que s'emprés roba de màniga llarga i màscara, protector ocular i guants com a equips de protecció individual, i que un cop acabada la feina, després de retirar-se els guants, rentar-se les mans amb aigua i sabó o gel hidroalcohòlic i rentar la roba amb aigua calenta i detergent, a més de previndre la ingesta d'aigua o aliments contaminats.

### Saqueigs
Es van documentar situacions de saqueigs de comerços i de supermercats inundats per aprovisionar-se d'aigua i aliments, atesa la gravetat dels fets i la manca d'ajuda humanitària i de gestió dels servicis d'emergències després de les revingudes. Estes accions foren vistes i analitzades mediàticament, majoritàriament, com a legítimes per l'«estat de necessitat» de la població. Tanmateix, hi va haver sostraccions aïllades d'altres objectes i establiments i la Policia Nacional i la Guàrdia Civil van preparar un dispositiu especial de prevenció amb uns 40 detinguts en data de 30 d'octubre, pels quals la Fiscalia va demanar presó preventiva. El 2 de novembre Pedro Sánchez va anunciar el desplegament de 5.000 policies i guàrdies civils més al País Valencià.
En 8 de novembre s'havien comptabilitzat 98 persones arrestades per la Policia Nacional i 107 per la Guàrdia Civil en 205 actes de pillatge registrats, essent Paiporta la població amb més incidents.

### Visita oficial i aldarulls del 3 de novembre
El 3 de novembre, els Reis d'Espanya, Felip VI I Letizia Ortiz, juntament amb el President del govern espanyol, Pedro Sánchez, i el president del País Valencià, Carlos Mazón, van visitar Paiporta; en un context de descontentament social agreujat per la tardança i insuficiència de resposta per part de les administracions autonòmica i central. A més, la Generalitat Valenciana havia decretat restriccions per accedir a les zones visitades per les autoritats, dificultant així les tasques de neteja dels veïns i els voluntaris que s'hi havien traslladat.
La situació es va deteriorar ràpidament quan els manifestants van començar a llançar fang, pedres i altres objectes, tot rebent la comitiva al crit d'«assassins» altres expressions d'ira acumulada. Grups marginals, alguns presumptament d'ideologia ultra, van aprofitar el malestar per incentivar incidents violents. Sánchez i Mazón van haver d'abandonar la zona després d'un o diversos intents d'agressió; mentre els monarques van poder conversar amb alguns dels manifestants. El Jutjat d'Instrucció número 3 de Torrent va obrir un procediment per tres delictes: atemptat, desordres públics i danys. Fonts de la Guàrdia Civil van confirmar que s'hi havia remès un atestat.

### Manifestació del 9 de novembre, posteriors, i vaga general

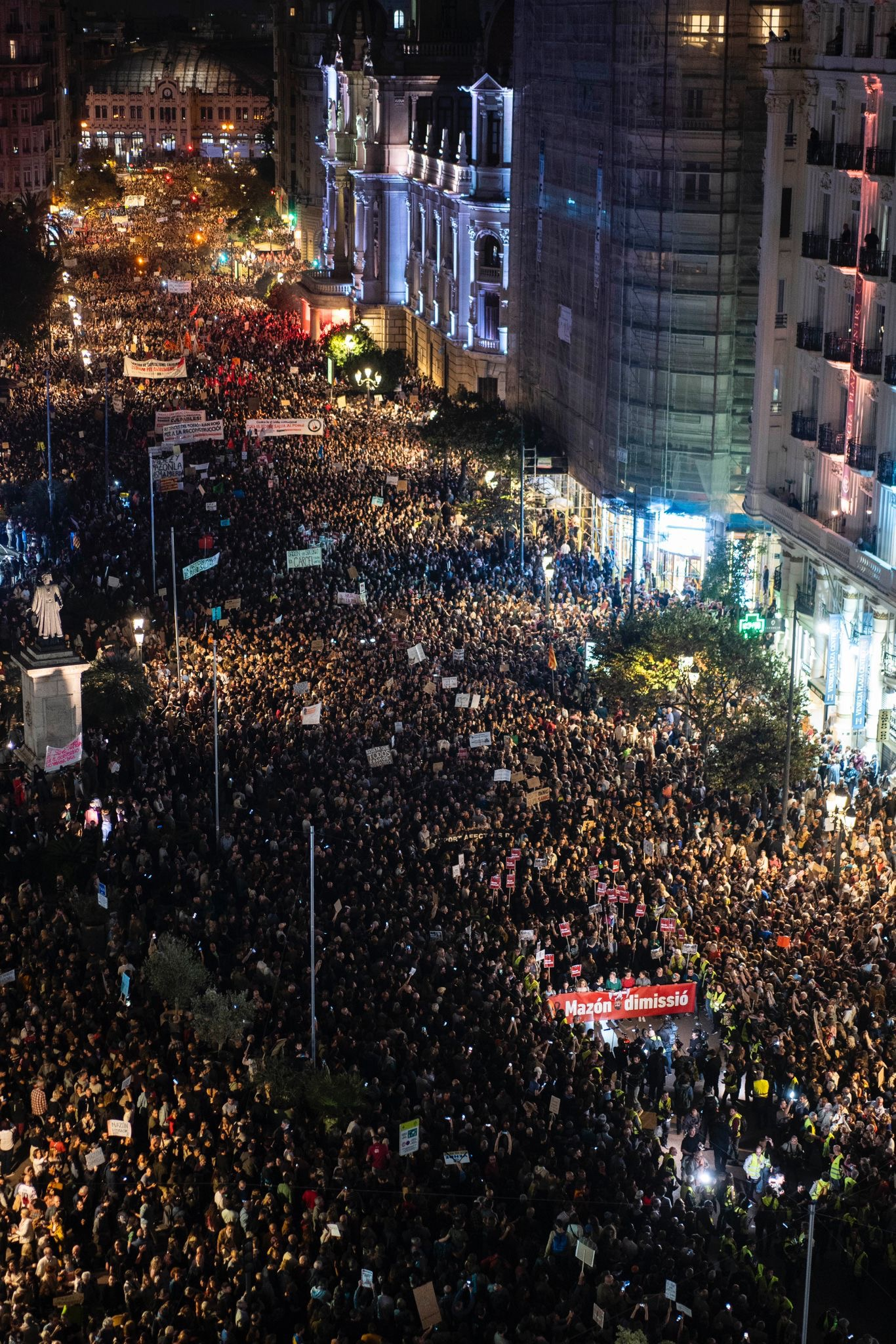
Manifestació contra el govern de Carlos Mazón al seu pas per la plaça de l'Ajuntament de València

Una vintena d'entitats com Acció Cultural del País Valencià o la Intersindical Valenciana van convocar una manifestació per al 9 de novembre des de la plaça de l'Ajuntament de València fins al Palau de la Generalitat en protesta per la «greu manca de capacitat i eficiència del govern valencià que ha respost amb més de 12 hores de retard, cosa que va empitjorar la resposta a la catàstrofe meteorològica». La manifestació, la més multitudinària mai registrada al País Valencià, va aplegar unes 130.000 persones, segons la delegació del govern espanyol, amb el lema «Mazón, dimissió». Durant la protesta hi va haver moments de tensió i càrregues policials.
Una segona manifestació va aplegar desenes de milers de ciutadans el 30 de novembre a València des de la plaça de l'Ajuntament de la ciutat fins a la plaça de la Mare de Déu, canviant el recorregut de l'anterior per evitar que es repetira el llançament de pintura i fang al Palau de la Generalitat Valenciana. Des de llavors es va convocar una manifestació cada mes.
Coincidint amb la setena manifestació mensual, Intersindical Valenciana, CGT, CNT i COS van convocar per al 29 de maig una Vaga General sense el suport dels sindicats majoritaris CCOO-PV i UGT-PV com a resposta a la gestió de la gota freda per la Generalitat Valenciana, que va tenir escassa participació.

### Crisi de govern
El 15 de novembre de 2024, durant la compareixença a les Corts Valencianes per a explicar la gestió de la catàstrofe, el president de la Generalitat va anunciar una crisi de govern per a abordar la gestió de la catàstrofe creant una estructura de govern renovada amb una nova vicepresidència per a la recuperació econòmica i social, i una conselleria d'Emergències, i el 18 de novembre va destituir Nuria Montes com a consellera d'Innovació, Indústria, Comerç i Turisme, nomenant en substitució la presidenta executiva de l'Associació Valenciana d'Empresaris del Calcer (Avecal), Marián Cano.
El 19 de novembre, Carlos Mazón va anunciar el nomenament de Francisco José Gan Pampols, tinent general de l'Exèrcit de Terra espanyol en la reserva, com a vicepresident de la Reconstrucció Econòmica i Social amb objectiu de centralitzar les accions destinades a la recuperació i normalització econòmica i social del País Valencià.
El 20 de novembre de 2024, Mazón va destituir la consellera de Justícia i Interior, Salomé Pradas, dividint la conselleria en la conselleria d'Emergències i Interior, dirigida per Juan Carlos Valderrama, doctor en medecina i cirurgia i antic sotsdelegat del govern espanyol a València, i la consellera de Justícia encapçalada per la doctora en dret Núria Martínez.

### Concerts solidaris
Òmnium Cultural i l'Assemblea Nacional Catalana van organitzar un gran concert solidari «Catalunya amb el País Valencià» el 22 de novembre, destinat a finalitats socials i a la reconstrucció d'espais educatius i culturals vinculats amb la llengua i la cultura al País Valencià, amb la participació d'Oques Grasses, Sopa de Cabra, Lluís Llach, Borja Penalba, Els Catarres, Figa Flawas, la Companyia Elèctrica Dharma, Julieta i La Fúmiga.
La iniciativa Som València iniciada pel segell Hidden Track Records, va iniciar concerts a Palma, Girona, Lleida, Sabadell, Vic, Vilassar de Dalt, Baix Montseny, Tarragona, l'Hospitalet de Llobregat, Reus, Tàrrega i Sant Cugat del Vallès, a més d'escenaris de l'Estat espanyol, amb la participació de més de 200 artistes com The Tyets, Figa Flawas, Mushkaa, La Ludwig Band, Maria Arnal, Marala, Marco Mezquida, Ferran Palau, Guillem Gisbert, Clara Peya, Alba Reche, Julieta, Maria Hein, Rita Payés & Pol Batlle, La Élite, Selva Nua, Sexenni, Sidonie, Suu i Renaldo & Clara destinant tota la recaptació, amb entrades entre 15 i 20 euros i fila zero, a la Fundació Horta Sud.
El sector teatral i musical català va organitzar el 25 de novembre la gala solidària Amunt el teló per València al teatre Tívoli de Barcelona en favor de l'Associació d'Empreses d'Arts Escèniques del País Valencià, dirigida per Joan Arqué amb guió de Jaume Vinyes i presentada Santi Millán i actuacions de Joan Dausà, Julio Manrique, Judit Neddermann, Clara Peya, Ariadna Peya, Dagoll Dagom, Sol Picó, Gerard Quintana, Josep Maria Pou i Emma Vilarasau, entre molts altres.
Altres entitats, com l'Ajuntament de Barcelona o la Banda Municipal de Barcelona van programar concerts solidaris.

## Plans de reconstrucció
El govern de l'estat va anunciar el 5 de novembre una resposta immediata i urgent seguida d'un pla de reconstrucció, per després rellançar i transformar els territoris afectats que va declarar Zona afectada greument per una emergència, va demanar a la Comissió Europea l'ajuda del Fons de Solidaritat Europeu i al Consell Europeu i al Parlament Europeu la reprogramació dels fons de cohesió per poder-los dedicar en part a pal·liar els danys ocasionats per desastres naturals.
El 19 de novembre el president de la Generalitat Valenciana, Carlos Mazón va nomenar Francisco José Gan Pampols, tinent general de l'Exèrcit de Terra espanyol en la reserva, com a vicepresident de la Reconstrucció Econòmica i Social amb objectiu de centralitzar les accions destinades a la recuperació i normalització econòmica i social del País Valencià.